# Bram van Polen
Bram van Polen (ur. 11 października 1985 w Nijkerk) – holenderski piłkarz grający na pozycji obrońcy. 

## Kariera

### Kariera juniorska
Jest wychowankiem klubu SBV Vitesse. Był jego członkiem w sezonie 2006/2007, jednak nie zagrał tam ani jednego meczu.

### Kariera seniorska
Z klubu juniorskiego przeszedł do PEC Zwolle. Występuje tam z numerem 2. Rozegrał 477 meczów z czego 437 w pełnym wymiarze czasu. 
W całej swojej karierze musiał opuścić boisko cztery razy: dwa razy po czerwonej kartce oraz dwa razy przez zebranie dwóch żółtych kartek. 